# Ef - a fairy tale of the two.
『ef - a fairy tale of the two.』（エフ ア フェアリー テイル オブ ザ トゥー）は、minori制作のアダルトゲーム、およびそれを原作とした関連商品の総称である。テーマは「minori's 4th challenge about "Will"」。前編の『the first tale.』が2006年12月22日に、後編の『the latter tale.』は2008年5月30日にそれぞれ発売された。
2010年4月29日には、『the first tale.』と『the latter tale.』を共に収録した、PlayStation 2移植作『ef - a fairy tale of the two.』がCOMFORTより発売された。
また、『ef - a fairy tale of the two.』の後日談を収録した、ファンディスク『天使の日曜日-ef Pleasurable Box-』が2010年9月17日に発売された。

## 概要
minoriの4作目にあたる本作品は『水夏〜SUIKA〜』『D.C. 〜ダ・カーポ〜』（いずれもCIRCUS）の原作者で知られる御影と、同作でメインヒロイン達のデザイン・原画を手がけた七尾奈留を迎えて2005年初頭に発表された。
本作品はアダルトゲームに多いアドベンチャーゲームではなく、インタラクティブ・ノベルと呼ばれる形式を使用している。すなわち、プレイヤー=主人公ではなく、第三者的視点で物語に参加する「群像劇」のような仕様になっている。また、原作の御影がかねてから疑問に感じていたアダルトゲームのストーリー進行における相互排他性（あるヒロインとの関係が進むと他のヒロインはストーリーにほとんど絡まない）に対する答えという側面も持っており、登場キャラクター達は皆、章ごとに異なる視点・感触で以って描かれている。
また、ゲーム中のイラストは、他のアドベンチャーゲームに多く見られる「立ち絵」をベースとするのではなく、目パチ・口パクを含めたアニメーション表現のある「イベント画」を多用し、ヒロイン分岐を無くすことによりプレイヤーにゲームを攻略させるのではなく、鑑賞させることに重点を置いている。
しかし、それらのこだわりと作り込みゆえに開発は長期化し、リリース実現を疑問視する声や様々な憶測が流れたが、2006年7月に作品を『ef - the first tale.』と『ef - the latter tale.』に2分割してリリースする事を発表、同時に『ef - the first tale.』の発売が2006年12月22日になる事が発表された。
本作は多方面におけるメディア展開を特徴としていて、アニメ・コミック・ドラマCD・小説・ショートストーリー連載など、異なるメディアで発表され、多くの関連商品が発売されている。また、原作の第1章と第3章相当部分をゲームに先立ってそれぞれコミックとアニメで先行公開しており、従来のアダルトゲームと比べ、珍しい展開方法である。さらに原作ゲームである『the latter tale.』では、EDアニメーションを本作のアニメ作品を手がけたシャフトが制作しており、こちらも従来のアダルトゲームにない事例である。
このほかにも、エンディングテロップにおいて、制作に関わった全員の名前を50音順で流すという他でも珍しい手法を取り入れている。

## 舞台

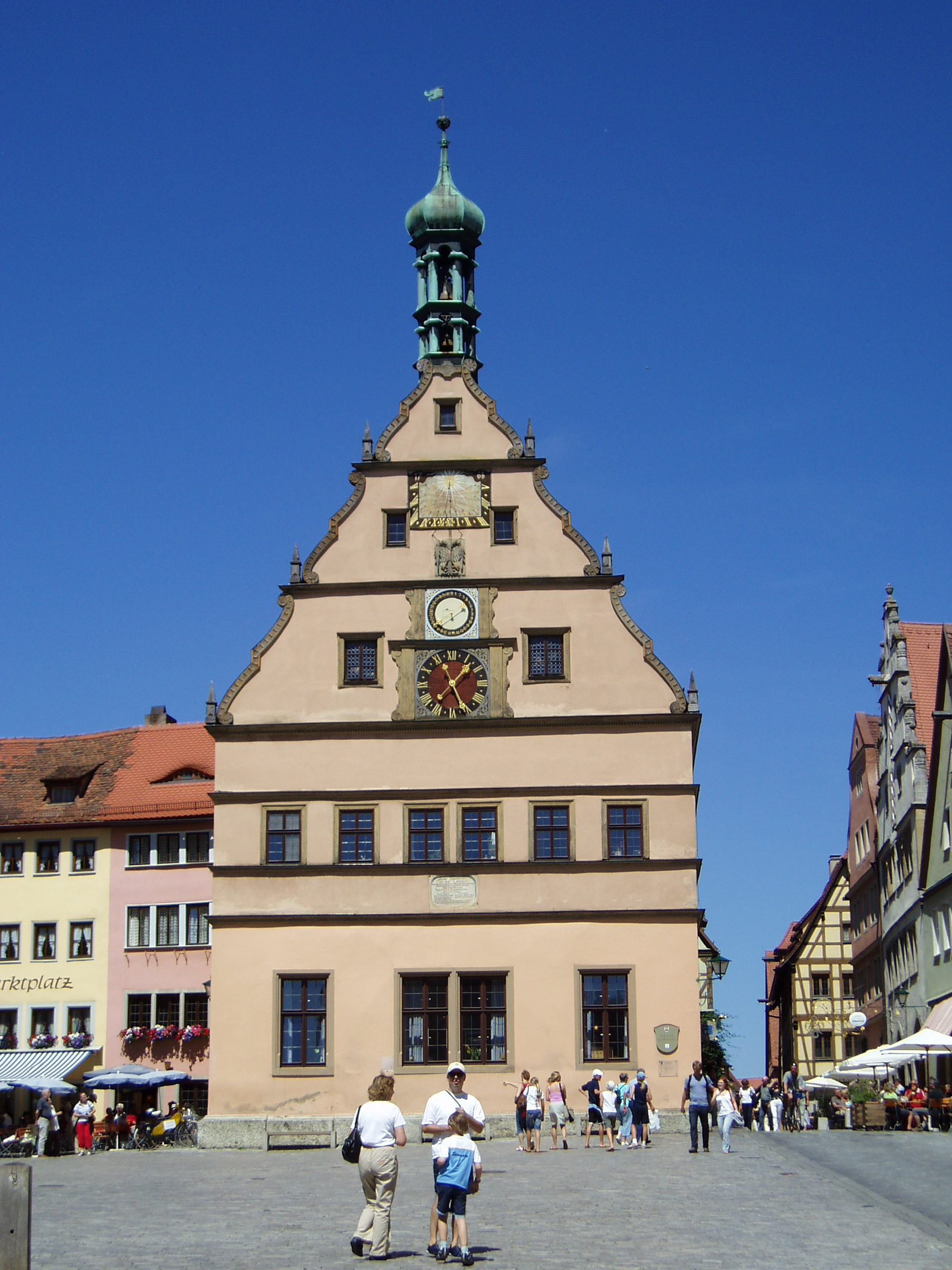
ローテンブルク時計塔

舞台は「音羽（おとわ）」という沿岸の街で、過去に震災に遭い、その後の復興計画により観光都市として生まれ変わった。そのコンセプトから、日本では異質なヨーロッパ風の街としてデザインされているが、生活様式までヨーロッパ風というわけではない。現在も開発途中で、郊外には震災当時のままの「廃墟」が残っている。

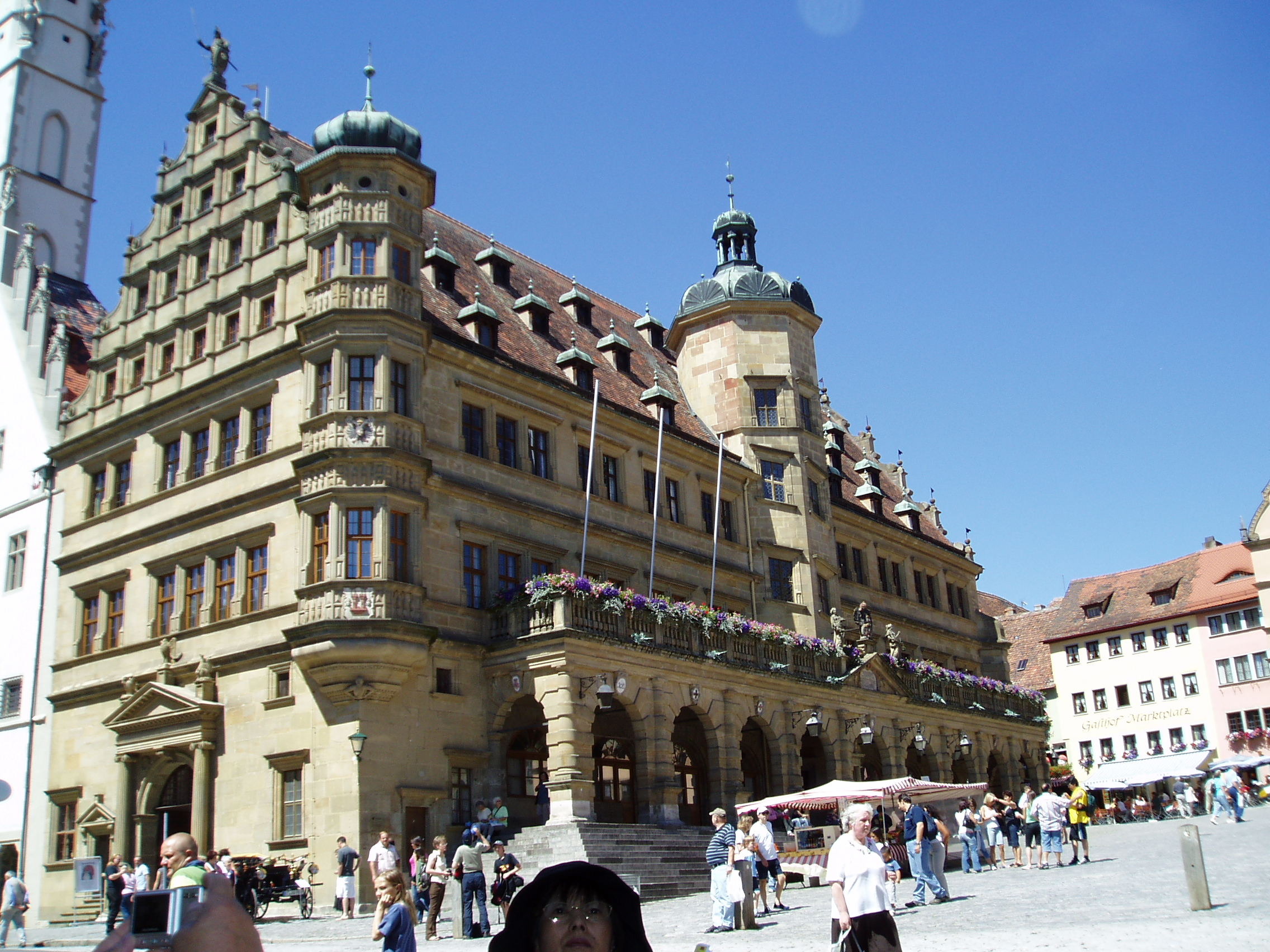
ローテンブルク市庁舎

実は音羽という街は二つ存在し、もう一つはオーストラリア南東部にある。この二つ目の音羽はあるプロジェクトにより「実験」という名目で開発された都市で、アミューズメントパークに分類される。鉄道は通っていないが、駅と線路は存在していて、その様子から「最果ての街」と言われている。オーストラリア南東部で開発された理由としては、国自体が政治的、宗教的にも日本と良好であり、南東部が日本と気候が殆ど変わらないためである。
作中ではこの設定をトリックとして利用した。これは一般の文学作品にも用いられている手法でもある。
なお、都市デザインのモデルとしてドイツのバーデン・ヴュルテンベルク州ハイデルベルク、バイエルン州ローテンブルク二つの街の景観を取り入れており、特に音羽駅は、ローテンブルクのマルクト広場にある市庁舎およびその隣にある時計塔のデザインをベースにしている。

## ストーリー
ストーリーは二部・六章構成で成り立っており、1作目にあたる『ef - the first tale.』には序章と広野紘・宮村みやこ・新藤景・雨宮優子らを中心にした物語第一部前編（1、2章）が、2作目にあたる『ef - the latter tale.』には新藤千尋・麻生蓮治・火村夕らを中心にした物語第一部後編（3章）と物語第二部（4章）、終章が収録されている。第一部で『ef』という作品のテーマが提示され、第二部で物語が収束されるという章立てとなっている。それぞれの章が一つの物語として完結し、かつすべての章が組み合わさった時『ef - a fairy tale of the two.』という1つの物語が明かされるようになっている。

### ef - the first tale.ストーリー
序章
雨宮優子と火村夕がクリスマスの教会で再会するところから物語が始まる。2人は過去の記憶を思い出し、再会を懐かしむ。そして1年前のクリスマスから今日までに起こった物語を優子が語りだす。
第一章 Chapter1： Miyako Miyamura "I'm here now."
学生でありながら少女漫画家としての顔を持つ広野紘は忙しい毎日を送っていた。クリスマスの夜、ひったくりを追う宮村みやこと出会う。学校での再会後、紘に興味を持ったみやこは紘に付きまとうことになる。幼馴染であり、紘に好意を寄せていた新藤景はみやこの登場により焦りを感じだし紘をめぐる三角関係へと発展していく。仕事、みやこと景との関係など多くの悩みに対して紘なりの答えを出していく様子が描かれている。
転章
話は再び序章の続きへと戻る。優子は一章の内容にあたる物語を一通り語り終え、火村はその話の中で登場した人物に覚えがあり優子に問いかけるが答えられず、優子の失ったものについての謎が提示される。火村は優子の話の終わりから現在までの時間にあったことを問いかけ、それに答える形で優子の口からもう一つの物語が語られる。
第二章 Chapter2： Kei Shindou "The flower bloom in the night sky."
第一章から数ヶ月後の夏に舞台は移る。映画制作が趣味である京介は体育館で景のシュート風景を見て彼女をメインにした映画を製作しようと思い立つ。失恋や退部などにより塞ぎこんでいた景は、映画制作を通して京介の映画に対する真剣な姿勢や熱意に影響を受け、徐々に前向きになっていく。紘への好意を残しながらも京介に惹かれていく景。初めて真剣な恋愛をする京介。二人が再び前へと走り出していく様子が描かれている。
終章（転章）
再び教会での話となる。優子は二つの物語を語り終え、今や疎遠になってしまった紘や京介たちのことを懐かしむと同時に何も思い出せないことを悲しむ。そんな優子の失くしたものを取り戻してみせる。火村は優子と再会したきっかけとなった"ある少女"についての話と自身が見てきた物語を語り始め、話は『ef - the latter tale.』へと続く。

### ef - the latter tale.ストーリー
序章
話は『first tale.』から続き、教会にいる二人から物語は始まる。優子の話を聞き終えた火村は、今度は優子と再会するきっかけとなった少女について話す前に、補完のために二人の少年少女の話を始める。
第三章 Chapter3： Chihiro Shindou "Terminal in the world."
冬。麻生蓮治は進路に悩んでいた。好きなものといえば小説だが、それを仕事にするのは短絡的だと思っている。そんな時、無人の駅で新藤千尋と出会う。過去に負った特殊な障害のせいで、物語を書きたいという夢をかなえられずにいた千尋だったが、蓮治の手助けを受けながら、彼女は物語を完成させていく。しだいに惹かれあう二人だったが、蓮治が千尋の本質に気づき揺さぶられ、二人の物語は思わぬ結末へと進む。
転章
再び序章の続きへと戻る。千尋と蓮治の話を終えた二人は、記憶について、そして、優子が失ってしまったものについて語り合う。優子は火村と過ごした時間を思い出そうとするが記憶が定かではない。「俺が預かっていた記憶を返すよ」、火村はそう言って新たな物語を語り始める。
第四章 Chapter4： Mizuki Hayama "Angel's holiday."
第三章から半年が経つある夏の日、久瀬修一の下に、蓮治の従妹である羽山ミズキが来訪する。蓮治の母であるすみれは、隣人である久瀬にミズキのお目付け役を依頼する。その際告げられた「海に近づいてはいけない」という言葉の意味をよく理解できないままミズキと行動を共にする久瀬だったが、久瀬自身も大きな秘密を抱えていて、実際はそれどころではなかった。久瀬の秘密を知りそれでも近づこうとするミズキ。だが久瀬は彼女を強引に拒絶する。それでも諦めきれないミズキは、久瀬を助けるためにも、“ある人”から力を借りようとする。
第四章 Chapter4： -Summer, in the distant past- Yuko Amamiya "Singing voice in the evening sky."
話は更に過去へさかのぼる。ある夏の日、火村夕は施設時代で一緒だった雨宮優子と再会する。数日後、優子は音羽学園の美術教師の雨宮明良の家族に引き取られていたことがわかる。火村に付きまとう優子だが、彼は過去の記憶を引きずって、そのことから自分にかかわらないよう忠告する。しかし火村は次第に優子に惹かれていく。再会した時に優子が言った「あなたを憎んでいる」という意味を知らずに…。
01. 空に近い場所で In a place near the sky.
02. 闇の中で見たもの What seen in the dark.
03. 赤い腕時計 Red wristwatch.
04. 消えない想い Desire where it doesn't disappear.
05. 心の向こう The mind over there.
06. 彼女のせつな Her moment.
07. 震える手 Shaky hand.
08. どこにもいない神様 God who not is anywhere.
09. 光の調べ、黒い真実 Note of the light and the black truth.
10. 帰るべきところ The place in which it should return.
11. 涙 Tear.
12. 太陽はまた昇る The sun rises again.
第四章 Chapter4： -Winter, In the distant past- Yu Himura "Promise at Christmas eve."
優子と再会して半年がたつ冬、火村は優子と同棲していた。また、友人の広野凪からデッサンについても学ぶようになった。同棲とはいえ、火村の経済状況は一人暮らしがやっとのこと。それでも二人の仲は睦まじいものである。そんなある日、優子は未来（みき）という5歳ほどの少女と出会う
13. ある冬の日 Day of a certain winter.
14. 笑わない少女 The girl who doesn't smile.
15. 恋と秘密と Love and secret.
16. ゆらぎ Flicker.
17. ひとかけらの勇気 A piece of courage.
18. 最後の約束 The last promise.
19. いつか君と出逢うために To meet you someday.
20. 優しい世界 The sweet world.
21. 天使の階段 Angel's stairs.
22. 祈り Pray.
第四章 Chapter4： -In the new world- Inherit the will. "The truth of the story is faced."
時は流れ現代へ戻る。火村はミズキの懺悔を聞き、彼女を許す。そこで火村は、ミズキから音羽の教会で今でも誰かを待っているという「彼女」のことを聞く。
そして絶望に打ちひしがれる久瀬と、絶望からはい上がったミズキによる、「生き抜くこと」についてが語られる。明かされる音羽という街の秘密、ミズキの過去。季節はクリスマス。教会で久瀬の演奏が始まり、火村は彼女の下へと向かう。
終章 Final Chapter： ef-a fairy tale of the two "The separated two will be the one again."
舞台は再び、火村と優子がいる教会へ。今まで語られてきたすべての物語はここに集束する。『ef - a fairy tale of the two』とは何だったのか。その答えが明かされる。

## 登場キャラクター
※声優名はゲーム・ドラマCD（非登場キャラもいる） / PS2版の順・テレビアニメ

### メインキャラクター
広野 紘（ひろの ひろ）
声：小満皐/ 下野紘（幼少期 - 後藤麻衣）
第一章の主人公。音羽（おとわ）学園の2年生。父、姉ともに芸術家だが、当の本人は「新堂凪」（しんどう なぎ）というペンネームで少女漫画を執筆している（ペンネームの由来は幼馴染の新藤姉妹の苗字の字違いに、姉の「凪」から取ってつけたもの）。紘も絵画の実力は確かで、中等部時代は「コンクール荒らし」と称されていた。学業と仕事の両立、更に職業病ともいえる腱鞘炎に悩んでおり、事実休みが多くて（また授業に出ても居眠り、テストでは低空飛行を続けるなど成績的にも悪い）留年の危機が迫っている。久瀬修一のファン。何かと女性にいじられる日々を送っており、姉に関しては最早トラウマである。嫌いな物は女性の手料理（後述）。
もともと彼が少女漫画を書こうと思ったきっかけは、まだ幼い頃の景や千尋との出会いにある。新藤家に招かれたときに読ませてもらったのが少女漫画で、当時絵画をたたき込まれるだけの毎日を送っていた紘にとっては、それが唯一の娯楽だった。結果としてそれが漫画を描くことにつながっていったのである。
第一章では漫画家としては駆け出しで学業と両立していたためか締め切りギリギリだったり、クオリティが低下するなど問題も多少あった。担当からは仕事と学業のどちらを取るか迫られていた時期にみやこと出会い紆余曲折の末、仕事を取ることに決め音羽学園を中退する。それ以降、みやこのサポートもあり本来の質に戻せるようになる。第二章では悩んでいた頃とは違い清々しい印象を感じさせる。みやこに振り回されることは変わらないがそれをどこか楽しんでいる節がある。みやこに財布の紐を握られている。
宮村 みやこ（みやむら みやこ）
声：赤沢かえで / 田口宏子
第一章のメインヒロイン。音羽学園の2年生（第二章では3年生）で、容姿端麗・成績優秀ながら、サボリの常習犯で学園の有名人。また、スポーツも万能だが絵画になると壊滅的な出来だが本人に自覚はない。クリスマスの夜、ひょんなことから紘と知り合う。気まぐれで飽きっぽい性格ながら人懐っこい所もある一方、犬には嫌われている。
なかなか行動が読めないが、その裏には両親の離婚が原因で、自分の居場所を求めているなど、寂しがりな一面も持っている。作中では自身の家庭環境を、赤ん坊に何も話しかけずに育てる実験を行った神聖ローマ皇帝フリードリヒ2世の逸話に例えている。現在は父子家庭であり、建設会社の幹部である父親はめったに帰宅していない。
料理も得意で特に魚料理が得意。初めは両親に食べさせたいという気持ちでやり始めたが、結局両親にほめられることもなく、現在にいたる。大喰らいでもある。
小説版では景との絡みは一切なく、紘との一対一の交流が描かれている。
堤 京介（つつみ きょうすけ）
声：城樹翔 / 泰勇気（幼少期 - 田村睦心）
第二章の主人公。紘の親友でクラスメイト。映研のカメラマン兼監督。見た目どおりの軽い性格ではあるが、実は恋愛や物事にはとことん一途。その上人並み以上に物事をこなし、身体能力も学力もトップクラス。ただし絵は下手で悪筆。人当たりもいいため交友関係も広く、女子にもモテる。しかしあまりにも女にだらしがなかったり、いざ撮影にはいると周りを省みなくなるため「無神経な人物」と思われたりと、いい評判ばかりではない。また、映画に対する姿勢が強すぎるために、部内でもそりが合っていない。TVアニメ版でも、紘とおのおのの信条について対立する場面がある。さらには新藤景が自分と紘とで迷うことに対して、紘に対して八つ当たりとも取れる行動をとるなど、その一途さから、らしくない行動を取ることも。
端からはどう見ても紘と親友には思えないが、母を亡くしているなどの似た境遇だけでなく、「惹かれる何か」をお互い持っていたかららしい。
三年生へ進級して、みやことクラスメイトになるが、以前紘に話した「武勇伝」が原因となりみやこの下僕と化している。
新藤 景（しんどう けい）
声：桜井美鈴 / 岡田純子
第二章のメインヒロイン。音羽学園の1年生（第二章では2年生）。紘とは幼馴染。みやこには及ばないが顔立ちは端正で、初対面の京介が見惚れる程。ボーイッシュで活発なため、幼い頃から紘の世話を焼いていた。そのためか怒ると男言葉になったり、ツンデレだったりと、紘の影響を何かしら受けている。料理は遺伝らしく、自らも味を保障できないほどで、紘のトラウマになっている（しかしそれを本人はなんら悪びれていない）。秩序を重んじるため、自由奔放なみやこのことを（紘に近づくこともあって）敵視している。優れた運動能力と快活でリーダーシップに富んだ気質から、男女を問わず人望がある。生粋の体育会系で、口より先に手が出るタイプ。また、バスケットボール部に所属しており、1年生ながらレギュラーも獲得している。反面、保健体育以外の成績は乏しい。実際に受験の際、周囲に音羽学園に入るのは絶対無理だと言われていた。
なお、紘に漫画家という夢を持たせた張本人だが、あくまで少女漫画は紘に娯楽として読ませただけに過ぎず、まさか漫画家になると思わなかったらしい。
麻生 蓮治（あそう れんじ）
声：伊香川椎音 / 高城元気
第三章の主人公。ドイツ人の建築家を父親に持つハーフ。ミズキより1つ上の従兄でもある。活字中毒と自称するほどに読書好きで、児童書からライトノベル、果ては海外の本（原書）まで読む。常に本を携帯している。海外を転々としていたため、語学力はすさまじい（日・英・独語はほぼネイティブ。日常会話レベルならフランス語やスペイン語も操る）反面、友人などの深い人付き合いを経験したことがない。その上過去に従妹である水姫（みずき）を亡くし、それが心の枷にもなっている。趣味の小説は、その寂しさを埋めるためなのかもしれない。その影響なのか、物語というものに憧れている。千尋との邂逅は、まさに彼にとって物語の始まりであった…。
新藤 千尋（しんどう ちひろ）
声：まきいづみ / やなせなつみ
第三章のメインヒロイン。蓮治が音羽の駅で出会った少女。景の一卵性双生児の妹。天性の文才を持つ。姉の景とは正反対の大人しい性格で、スタイルも景より若干いい。少々天然。姉と同じく料理は苦手。幼い頃左目を事故で失明（作中ではむしろ左目がないような描写がされている）しており、普段は眼帯をしている。また事故の後遺症により、ある障害を抱えており、その事が通学不能などの様々な弊害を起こし、彼女を苦しめている。結果として景の高等部二年生進級と同じ時期に、家族と離れて生活することが決まり、幼いころの知り合いである火村により保護され、養われている。ただ実家を離れても景とはメールでやり取りをしている。いつも手帳を肌身離さず持っている。
その後遺症の正体は記憶障害の一種で、千尋の場合は彼女（TVアニメ版では火村）曰く、物事を思い出せないのではなく、「物事自体が記憶されない」症状である。記憶を保持できるのが13時間に限定されており、13時間以内に思い返さないかぎり物事を忘れてしまう。それ故事象が起こったという「事実」しか彼女には残らなくなった（例えば事故後に知り合った知人が死ねば、その時は深く悲しむが、のちにそのことを聞かされるかしても、何の感情もわき起こらなくなる、あるいはそれが事故以前の知人であれば取り乱すことがある）。しかし、千尋が携帯する手帳は、自分の周りでおきた物事を記す、いわばメモリであり、千尋が歩んできた人生そのものといってもよい。また、このような状況に置かれた千尋は、時に蓮治を恐怖させることとなる。
原作では蓮治より1つ年上であるが、TVアニメでは同年齢の設定になっている。いずれにしろ、蓮治は出会った当初は千尋を年下と勘違いしていた。
久瀬 修一（くぜ しゅういち）
声：安芸怜須ケン / 浜田賢二
第四章の主人公。プロのヴァイオリニスト。火村とは音羽学園からの腐れ縁。在学時代は交友関係も広かった。大会社を経営する裕福な家庭に生まれたが、父親の跡継ぎになることに反対。彼の夢を叶えるべく音羽学園を中退し、ドイツに留学した過去をもつ。この経緯は紘にも影響することになる。
現在は麻生家の隣に住んでおり、蓮治の母であるすみれが好き。普段の軽い振る舞いからは想像できないが、性格は完璧なまでの現実主義者である。今の彼があるのは、過去の死に物狂いの努力の結晶であると信じて疑わないが、それを悟られることを激しく嫌う。
しかし、蓮治と千尋の一件の直後、それまでに兆候のあった原因不明の心疾患（拡張型心筋症に近い心筋の変性症状など）が本格的に発症してしまい、残りわずかの命であることを宣告される。そして、ヴァイオリニストという自らが叶えた「夢」を諦めるという選択を取らざるを得なくなってしまう。
羽山 ミズキ（はやま ミズキ）
声：安玖深音 / 後藤麻衣
第四章のメインヒロイン。音羽の付属校に所属。人なつっこい一方、やかましいのが玉に瑕。運動神経は良く、成績もそれなりに良く、料理の腕もそれなりに上手。先輩である景のことを熱狂的なまでに気に入っており、景からも気に入られている。また景の双子の妹の千尋も大好きである。もちろんバスケ部所属。その上男性には今のところ興味はないが、一応「お嫁さんになる」という願望はある。少女漫画が大好きで、特に紘の描く「新堂凪」の漫画が気に入っている。紘の正体を知るとかなり取り乱したが、黙っている代わりに絵入りのサインで手を打った。性質が犬のようなため、みやことは対照的に犬に好かれているが、本人は嫌がっている。
実は養子として羽山家に招かれており、10年前までは「未来（みき）」という名前を持っていた。本当の家族と無理心中を迫られたが一人だけ生き残った。その後は孤児となり、音羽の施設にいた頃は人が怖くなり自分を守るため、かなり生意気な性格だった。このような過去の影響で洞察力に優れていて人の心の機微にとても鋭い。
『天使の日曜日』アナザーストーリー羽山水姫編でもおなじく養子ではあるが、どのような経緯をたどったのか火村夕にひきとられているため、名前が「火村 未来」となっている。水姫のクラスメイト。
火村 夕（ひむら ゆう）
声：壬生中将 / 遠近孝一
物語の中心人物。とある事情により、千尋の保護者代行をしている男。ジャケットにチノという黒尽くめの格好をしていつも教会にいるものの、教会関係者ではない。久瀬とは腐れ縁の関係。雨宮優子と同じくミステリアスな雰囲気を醸し出している。またどこか他人を拒絶するような節もあり、見た目が少し怖いが根はいい人である。
TVアニメでは「この世に奇跡なんて無い。あるのは偶然と必然、そして誰が何をするかだけ」という言葉を口癖の如く言っている。
学生時代の下宿先であったアパートは、偶然にも紘と同じく新藤家が経営するアパートであったため、景と千尋両姉妹とは面識があった。その縁で現在千尋を引き取り、生活している。なお、原作には学生時代の立ち絵も用意されている。
冒頭で雨宮優子が紘のことを火村によく似ているといっている。二人の共通点は絵の技術や交友関係、性格さらには再会の仕方に見られる。
雨宮 優子（あまみや ゆうこ）
声：山田ゆな / 中島裕美子
物語の中心人物である謎めいた女性で、普段は音羽の街の教会におり、「ご奉仕メイド」を自称している。一方で、言葉攻めに長けており、神出鬼没に主人公達の前に現れては叱咤激励したり、いじり倒すこともある。
かつては音羽学園の天文部に所属していたが、在学中に廃部した経験がある。また、卒業が出来なかったらしい。夏場であろうと何故か長袖服を着ており、決して肌を見せることはない。
火村が学生時代のころは、それ以前から夕を知っており、学校で再会してから付きまとうようになる。成績は悪く料理も不得意。
私生児であり、震災前は母親と二人暮らしだった。

### サブキャラクター
広野 凪（ひろの なぎ）
声：三咲里奈 / 伊藤静
紘の姉。音羽学園の卒業生で火村・久瀬らの同級生でクラスメイトだった。かつて音羽の街を襲った震災の被災者で地震を苦手としている。一人称は「僕」。学業成績は紘と同じくてんでダメ。資産家令嬢だがいわゆる変人で、自画像を描く際に学校の美術室で全裸になっていたり、人を二文字でしか覚えられなかったり（優子を「ゆこ」と呼ぶなど）、一人で買い物が出来なかったりと性格は他人とは一線を画す。スタイル抜群の美女だが前述の性格ゆえか夕に女性として意識されたことはなかった。
現在はプロの画家をしており、アメリカに住んでいる。紘に入学記念として音羽学園の屋上の鍵をあげた。紘の事は心配しており、父親が倒れた時は連絡を入れている。紘が修羅場の際に部屋を訪れて漫画を手伝う事もある。紘のクセを知っており似せて描くなどお手の物。
『天使の日曜日』で登場する雨宮明里と共に、2C=がろあが描いた数少ない女性キャラである。しかし一部のグッズでは七尾奈留が描いているものもある。
大村 義彦（おおむら よしひこ）
声：山中荘一 / 広瀬正志
少女漫画雑誌編集部の編集者で、紘の担当も務める。野太い声で関西弁を話すなど、ヤクザじみた話し方から、毎回紘から注意を受ける。
ゲームでは紘の電話の中でしか登場しないが、ドラマCDではわざわざ東京から紘の仕事場まで応援に駆けつけてきたり、コミカルな悪役を演じてみたりとその人柄は多彩である。
泉 絵美（いずみ えみ）
声：不明 / 野引香里
音羽学園2年生（第一章時点）。映研部部長。以前、京介と交際していたが、京介の退部と同時に別れてしまう。
ゲームでの立ち絵はおろか、顔出しすらなくどのような人物なのかは不明だったが、漫画版で容姿が判明する。
その後、the latter tale.のエンディングムービーにて1カットだけ登場している。
麻生 すみれ（あそう すみれ）
声：山田奈穂 / あおきさやか
町内で料理教室の講師をしている、蓮治の母親。おっとりした感じで、いつも笑顔を絶やさない。お茶目な性格をしており童顔でとても若く見える。夫、つまり蓮治の父親とは、彼女が通訳関係の仕事をしていたときに知り合ったらしい。夫が仕事で家にほとんど帰って来ないためか、蓮治を溺愛しており、本気で一緒に風呂に入ろうと誘ったりもする（その度に断られているが、時には強引に引っ張り込むこともある）。ドラマCDでは年齢について触れようとすると「ピー音」が入る。
雨宮 明良（あまみや あきら）
声：上州トム / 古澤徹
火村や凪たちが在籍時の音羽学園の美術教師で、凪の所属する美術部の顧問でもある。雨宮優子の義兄。また凪、紘の父親の弟子で凪とは音羽入学以前から面識があった。災害により妹の明里（あかり）を亡くしている。ヘビースモーカー。火村をたびたび美術部に勧誘する。学校では温和でおおらかな態度で生徒に接ししている。
妹と容姿がそっくりな優子を引き取ったはいいが、妹がいなくて優子がいるという理由で、優子に激しい恨みを抱いている一方、暴力を振るってはそれを悔いて謝ったり、「憎ければ俺を殺せばいい」と彫刻刀（TV版ではナイフ）を「お守り」として持たせたり、優子の口座にお金を振り込んでいたりと、持っている感情は一概ではなく、作中でも1,2を争う複雑な人物であり、火村の持つ可能性の未来を体現しているとも言える。
『天使の日曜日』では妹の明里が生きているため、妹を大事にする本来の彼の姿をうかがうことができるが、優子に輪をかけて変態であり、夕の悩みの種になっている。煙草は副流煙の恐ろしさを知って以来、妹たちへの影響を考え止めている。
火村 茜（ひむら あかね）
声: 森谷実園 / 〆野潤子
火村夕の実の妹。クリスマスも誕生パーティもない極貧の火村家で兄と肩を寄せ合って生きていた。音羽を襲った震災でその命を落としている。彼女の死は、火村にとって強い自責の念を背負わせることになる。
『天使の日曜日』のアナザーストーリー広野凪編では震災を生き延びているが、女子校で寮生活をしているため音羽におらず、手紙という形でしか登場していない。

#### 小説版で登場する人物
知花先生（ちばなせんせい）
紘と京介の担任で、バスケ部の顧問。口調がおよそ担任とは思えるものではなく、「ハナちゃん」というあだ名をつけられている。
みやこの父
建設会社社員で、音羽復興計画にも携わっていた。街の宣伝用モデルを描くよう依頼した紘の父を「画伯」と称する。離婚しており、みやこの親権を持っているが、彼女に対する接し方は一般の親子のそれではない。金や権利のためには手段を選ばない野心家で、上司とうまくやっていくために囲碁を始めたり、金を不正に流用したりと、お世辞にも「仕事熱心」「善人」とはいえない。反面、一般的な娯楽には疎く、ゲーム音痴。復興計画の際の不正を、ジャーナリストである京介の父に探られ、お互い知恵比べの勝負をして、うまく不正を隠すことに成功した過去もある。どことなくみやこと京介の力関係に似ている。
なお、『天使の日曜日』にて、風景画コンテストの概要用紙の審査員の項に建設会社勤務の「宮村道夫」という名が表記されている。
高屋奈緒（たかや なお）
景の同級生で、バスケ部所属。景とはライバル関係にあるが、奈緒がレギュラーを獲得したのと同時に景が退部したことを気にかけている。

#### 『天使の日曜日』で登場する人物
火村 聖（ひむら せい）
『天使の日曜日』アナザーストーリー雨宮優子編で登場。夕と優子の娘。
雨宮 明里（あまみや あかり）
声: 水沢詩緒
雨宮明良の妹。震災で死亡している。生前はクリスチャンだったらしく、実兄の明良は彼女の死後、教会へ通っているようである。
『天使の日曜日』アナザーストーリー広野凪編では、音羽学園の音楽教師で、ブラスバンド部の顧問として登場している。人懐っこい性格で生徒からの人気も高いが、歌が好きで無意識のうちに歌い出す、変わった人物を好むなどの奇矯な行動が原因で、本性が知れ渡ると学内に存在したファンクラブは地下に潜った一部の熱狂的ファンを残して離れていってしまった。
火村から冷たくあしらわれると喜ぶマゾ気質の持ち主。通常二文字でしか人の名前を覚えられない凪が略さず名前を呼ぶ数少ない人物でもある。
羽山 水姫（はやま みずき）
声: 森谷実園
麻生蓮治の従妹（すみれの妹の娘）。幼い頃に海で溺死している。生きていればミズキと同い年だった。
『天使の日曜日』アナザーストーリー羽山水姫では、音羽学園付属の三年生として登場している。以前からも好意は持っていたが、幼い頃海で溺れた時に蓮治に助けてもらって以来、蓮治にはっきりとした恋愛感情を抱いている。ただし生来の弱気と素直になれない性格が災いしてつい喧嘩腰になってしまうため、仲はまるで進展していない。蓮治の困った顔を見るのが好き。泣き虫で、感情が高まるとすぐに目に涙を溜める。
本番に弱い性質で、運が悪かったり間が悪かったりして実力を発揮できないことが多い。
神代 アリス（かみしろ アリス）
自称、魔女。他人の本名を知ることで本人の過去を探ることができる能力を持つ。minoriがその後に発売したゲーム『すぴぱら - Alice the magical conductor.』の登場人物でもある。

## スタッフ
- 企画：酒井伸和
- 監督：御影
- 原作・脚本：御影、鏡遊
- キャラクターデザイン・作画監督：七尾奈留、2C=がろあ
- 演出チーフ：向井正哉
- 演出：酒井伸和、結城辰也、姿月景
- 美術設定：ゆうろ
- 色彩設計：UEM
- 音楽：天門、柳英一朗（latter tale.から）
- 音響監督：松木仁美
- オープニングアニメーション（first tale./latter tale.）
  - 監督：新海誠
  - 作画監督：sata
  - 3Dアニメーション監督：tsukune.
  - ラインプロデューサー：結城辰也、姿月景
  - 背景美術：ゆうろ、ペーテルアーク
  - アニメーション製作協力：亜細亜堂
- エピローグアニメーション（latter tale.）
  - 監督：大沼心
  - 作画監督：杉山延寛
- 制作：minori

## 主題歌
「悠久の翼」
原田ひとみによるfirst tale.エンディングテーマ。作詞は酒井伸和、作曲・編曲は天門。
「emotional flutter」
原田ひとみによるlatter tale.第4章オープニングテーマ。作詞は酒井伸和、作曲・編曲は天門。
「ever forever」
原田ひとみによるオーラスエンディングテーマ。作詞は酒井伸和、作曲・編曲は天門。
これらの曲名は全て頭文字が「e」と「f」になっており、繋げるとゲームタイトルである「ef」となる（『悠久の翼』は英語に直して「eternal feather」になる）。また：『ever forever』の最初の音はEとFのコードになっている。テレビアニメのOPである「euphoric field」「ebullient future」も同様である。
コラボレーションとして2009年8月28日発売のフロントウイングの3Dアイドル育成SLG『タイムリープぱらだいす』に「悠久の翼」が楽曲提供されている。

## お楽しみディスク

### ef - First Fan Disc
『ef - the first tale.』の先行ファンディスクで、2006年8月11日から13日の コミックマーケット70にて先行発売、8月25日に店頭発売された。全年齢対象。『ef - the first tale.』のプロローグ的な内容で、キャラクターボイスやドラマCDも含まれている。このディスクの発売は書籍を扱わない小売店より、自分達にも販売できる商品を出して欲しいという要望が出た為企画された。

### ef - Second Fan Mix
2007年12月29日から31日の、コミックマーケット73にて先行発売。『ef - the latter tale.』のプロローグシナリオ、『ef - the first tale.』アフタードラマ、インターネットラジオ「おもしろミノリ放送局」全33回（コミックマーケット71特別版を含む）の放送データ、『ef - the latter tale.』のイントロブックなどが同梱されている。2008年2月8日店頭発売。

### 天使の日曜日
2010年9月17日に後日談と「if」ストーリのファンディスク『天使の日曜日 -“ef - a fairy tale of the two.”Pleasurable Box.』が発売された。
本編の完結から約二年半近くを経てリリースされた。ミニゲーム「リア獣ハンター優子」をプレイできるほか、「はるのあしおと」「ef」「eden*」のすべてのムービーを収めたブルーレイディスクも同梱されている（要BDプレイヤー）。
なお、BDに収められた映像のうち、「はるのあしおと」だけはHD画質に対応しておらず、高解像度で再生できない。
主にアフターストーリーという側面はあるが、優子が生きていた場合や別カップリングでのアナザーストーリーもある。製作陣によると、本編において優子が生き返ったというストーリーは出来なかったという事情もある。

## ゲーム関連書籍
- ef - a fairy tale of the two. アートワークス ：テックジャイアン編集部  (著, 編集)、エンターブレイン発行 (2010年3月26日)　ISBN 978-4-04-726437-3
- ef - a fairy tale of the two. ビジュアルファンブック：テックジャイアン編集部  (著, 編集)、エンターブレイン発行(2010年3月26日)　ISBN 978-4-04-726436-6
- 天使の日曜日 "ef - a fairy tale of the two."Pleasurable Box. ビジュアルファンブック：テックジャイアン編集部(著, 編集)、エンターブレイン発行 (2011年2月25日)　ISBN 978-4-04-727111-1

## 英語版
酒井伸和のインタビューによると、2012年に英語版をリリースしていたという。しかしながら、PR不足もあってか、1000 - 2000本程度の売れ行きしかなかった。

## テレビアニメ

### 第1期「ef - a tale of memories.」
『ef - a tale of memories.』（エフ ア テイル オブ メモリーズ）の題で、2007年10月から12月にかけて、チバテレビなどの独立UHF局、及びAT-Xにて放送された。全12話。
本作では、広野紘・宮村みやこ・堤京介・新藤景・雨宮優子らを中心にした物語（原作ゲームの『ef - the first tale.』に相当）と、テレビアニメ放送時点では未発売の『ef - the latter tale.』に相当する、新藤千尋・麻生蓮治・火村夕らを中心にした物語が並行して描かれている。紘・みやこの物語では、アニメ独自の設定やエピソードも登場している。
紘・みやこの物語と蓮治・千尋の物語ではアニメの表現に違いがある。紘・みやこの物語では、明るい色彩で描かれ、第3者の視点で展開しているのに対し、蓮治・千尋ではモノローグを中心としており、暗い色彩である。

#### 制作
本作は、minoriのプロデューサーである酒井伸和がジェネオンエンタテインメント側にアニメ化のオファーを持ちかけたのがきっかけである。そのため、アダルトゲーム原作のアニメとしては珍しく、製作委員会に原作を制作したminoriが参加している。
蓮治・千尋の物語については、制作当時、ゲームの脚本は完成していたが、監督の大沼心は読んでいない。これは視聴者と同じ立場から制作したいとの意向によるものである。また、大沼はブログ上の感想を熱心に読んでおり、その感想を受けて演出を変えたところもあると述べている。

#### スタッフ
- 原作 - minori、鏡遊、御影
- 監督 - 大沼心
- 監修 - 新房昭之
- シリーズ構成・脚本 - 高山カツヒコ
- キャラクター原案 - 七尾奈留、2C＝がろあ
- キャラクターデザイン・総作画監督 - 杉山延寛
- 色彩設計 - 日比野仁
- 美術監督 - 加藤恵
- 撮影監督 - 内村祥平
- 編集 - 関一彦
- 音楽 - 天門、柳英一郎
- 音響監督 - 鶴岡陽太
- エグゼティブプロデューサー - 関戸雄一
- プロデューサー - 松田章男、数馬英治、金庭こず恵、シバタミツテル、久保田光俊
- 制作プロデューサー - 雨宮茂幸
- アニメーション制作 - シャフト
- 製作 - 「ef」製作委員会（ジェネオンエンタテインメント、minori、ムービック、フロンティアワークス、シャフト）

#### 主題歌
オープニングテーマ「euphoric field」
作詞 - 酒井伸和 / 訳詞 - 西田恵美 / 作曲・編曲 - 天門 / 歌 - ELISA
- オープニングアニメの背景にこの物語の重要なキーとなる“小説”の英訳が流れていく。また、放送回を重ねるに連れて広野紘のキーワードである「色」が追加されていったり、最終回では本編の内容に合わせたようなマイナーチェンジが日本語詞バージョンと共に流れた。

エンディングテーマ
「I'm here」
作詞 - 酒井伸和 / 作曲 - 天門 / 編曲 - 柳英一朗 / 歌 - 宮村みやこ（声：田口宏子）
- 3話EDでは2番が使われた。

「刻む季節」
作詞 - 岡田純子 / 作曲・編曲 - 天門 / 歌 - 新藤景（声：岡田純子）
- 9話EDでは2番が使われた。

「空の夢」
作詞 - 御影 / 作曲・編曲 - 柳英一朗 / 歌 - 新藤千尋（声：やなせなつみ）
- エンディングに関しても、放送回を重ねるごとに背景が追加されるなどのマイナーチェンジが見られた。なお、「空の夢」は、通常では1番が使われるが、11話EDでは間奏〜大サビが使われた。

「悠久の翼 07.mix」
作詞 - 酒井伸和 / 作曲 - 天門 / 編曲 - 天門、柳英一朗 / 歌 - 雨宮優子（声：中島裕美子）

#### 各話リスト
各話サブタイトルの頭文字を順番に読むと"euphoric field"となる。
| 話数  | サブタイトル  | 絵コンテ        | 演出              | 作画監督                              | 予告イラスト      |
| ----- | ------------- | --------------- | ----------------- | ------------------------------------- | ----------------- |
| 01.   | eve           | 大沼心          | 大沼心            | 杉山延寛                              | 七瀬葵            |
| 02.   | upon a time   | 帆村壮二        | 大沼心            | 潮月一也 古川英樹                     | あぼしまこ        |
| 03.   | paradox       | 上坪亮樹        | 松澤健一          | 田畑昭                                | 庄名泉石 結城辰也 |
| 04.   | honesty       | 森義博          | 上坪亮樹          | 中山初絵 伊藤良明 田中穣              | ぽよよん♥ろっく   |
| 05.   | outline       | 草川啓造        | 飯村正之          | 伊藤良明 清水慶太 古川英樹            | 竹井正樹          |
| 06.   | rain          | 宮崎修治        | 宮崎修治          | 宮崎修治                              | 松下まかこ らっこ |
| 07.   | I...          | 大沼心          | 大沼心            | 潮月一也 玉木慎吾                     | 和泉つばす        |
| 08.   | clear colour  | 草川啓造        | 高島大輔          | 田畑昭 沼津雅人                       | 氷川へきる        |
| 09.   | forget me not | 島津裕行        | 森義博            | 清水慶太                              | 蒼樹うめ          |
| 10.   | I'm here      | 石倉賢一        | 北川正人 石倉賢一 | 伊藤良明 玉木慎吾 田中穣              | 空中幼彩          |
| 11.   | ever forever  | 宮崎修治        | 宮崎修治          | 宮崎修治                              | 七尾奈留          |
| 12.   | love          | 草川啓造 大沼心 | 大沼心            | 潮月一也 古川英樹 西田美弥子 杉山延寛 | N/A               |
| coda. | dream         | 草川啓造 大沼心 | 大沼心            | 潮月一也 古川英樹 西田美弥子 杉山延寛 | N/A               |

#### 主題歌（第1期）
| 話数 | OP曲                                   | ED曲                                  | EDバージョン       | BD・DVD収録時変更になったED |
| ---- | -------------------------------------- | ------------------------------------- | ------------------ | --------------------------- |
| 01.  | N/A                                    | I'm here                              | ノーマルバージョン | N/A                         |
| 02.  | N/A                                    | euphoric field feat.ELISA （English） | OPバージョン       | N/A                         |
| 03.  | euphoric field feat.ELISA （English）  | I'm here                              | ノーマルバージョン | 刻む季節                    |
| 04.  | euphoric field feat.ELISA （English）  | 刻む季節                              | 景バージョン       | 刻む季節                    |
| 05.  | euphoric field feat.ELISA （English）  | 刻む季節                              | 景バージョン       | 空の夢                      |
| 06.  | euphoric field feat.ELISA （English）  | 空の夢                                | 千尋バージョン     | 空の夢                      |
| 07.  | euphoric field feat.ELISA （English）  | I'm here                              | みやこバージョン   | N/A                         |
| 08.  | euphoric field feat.ELISA （English）  | 空の夢                                | 千尋バージョン     | N/A                         |
| 09.  | euphoric field feat.ELISA （English）  | 刻む季節                              | 景バージョン       | N/A                         |
| 10.  | N/A                                    | I'm here                              | ノーマルバージョン | N/A                         |
| 11.  | euphoric field feat.ELISA （English）  | 空の夢                                | 千尋バージョン     | N/A                         |
| 12.  | euphoric field feat.ELISA （Japanese） | 悠久の翼07mix                         | 優子バージョン     | N/A                         |

#### 放送局
| 放送地域 | 放送局     | 放送期間                      | 放送日時           | 放送系列  | 備考             |
| -------- | ---------- | ----------------------------- | ------------------ | --------- | ---------------- |
| 千葉県   | チバテレビ | 2007年10月6日 - 12月22日      | 土曜 25:35 - 26:05 | 独立UHF局 |                  |
| 神奈川県 | tvk        | 2007年10月6日 - 12月22日      | 土曜 26:30 - 27:00 | 独立UHF局 |                  |
| 埼玉県   | テレ玉     | 2007年10月8日 - 12月24日      | 月曜 26:00 - 26:30 | 独立UHF局 |                  |
| 京都府   | KBS京都    | 2007年10月9日 - 12月25日      | 火曜 25:30 - 26:00 | 独立UHF局 |                  |
| 兵庫県   | サンテレビ | 2007年10月9日 - 12月25日      | 火曜 26:10 - 26:40 | 独立UHF局 |                  |
| 日本全域 | AT-X       | 2007年10月22日 - 2008年1月7日 | 月曜 10:00 - 10:30 | CS放送    | リピート放送あり |

### 第2期「ef - a tale of melodies.」
ef - a tale of memories.の続編にあたる『ef - a tale of melodies.』（エフ ア テイル オブ メロディーズ）が2008年10月から12月まで放送された。全12話。
2期は1期よりネット局が少ないため、公式サイトのインフォメーション2008/10/04分では「『なぜ放映が無いのか』という意見が多数寄せられているが、努力の結果ネット配信に頼らざるを得なかった」、2008/10/15 分では「違法なアップロードに頼らず、公式配信で視聴してほしい。公式に扱える数字のみが説得の材料として使えるということを理解してほしい」とコメントしている。ただし、2009年1月からTOKYO MXでネットされており、これで1期とはやや劣るものの、ある程度の地域をカバーしている。

#### スタッフ（第2期）
- 原作 - minori[11]、鏡遊[11]、御影[11]
- 監督 - 大沼心[11]
- 監修 - 新房昭之[11]
- シリーズ構成・脚本 - 高山カツヒコ[11]
- キャラクター原案 - 七尾奈留[11]、2C＝がろあ[11]
- キャラクターデザイン・総作画監督 - 杉山延寛[11]
- 色彩設計 - 日比野仁[11]
- 美術監督 - 小濱俊裕[11]、東厚治[11]
- 撮影監督 - 内村祥平[11]
- 編集 - 関一彦[11]
- 音楽 - 天門、柳英一郎
- プロデューサー - 数馬英治、金庭こず恵、シバタミツテル、小林敏治
- エグゼティブプロデューサー - 関戸雄一
- 制作プロデューサー - 雨宮茂幸（第1-9話）
- アニメーション制作 - シャフト[11]
- 製作 - 「ef2」製作委員会（ジェネオンエンタテインメント、minori、シャフト、ムービック、フロンティアワークス、キティ）

#### 主題歌（第2期）
オープニングテーマ「ebullient future」
作詞 - 酒井伸和 / 訳詞 - 西田恵美 / 作曲・編曲 - 天門 / 歌 - ELISA
- 前作同様、話が進むにつれてアニメーションや歌詞にアレンジを凝らしている。
- 通常では1番が使われるが、11話のみ一部歌詞が2番に変更されたバージョンが使われた。また、10話EDではピアノアレンジバージョンが使われた。
- 最終話では日本語版が「ever forever」の前にフルカラーの演出で流された。
- 第1、2話のアニメーションをモチーフにしたスクリーンセーバーが、HPにて配信されている。

エンディングテーマ
「笑顔のチカラ」
作詞 - 庄名泉石 / 作曲・編曲 - 柳英一朗 / 歌 - 羽山ミズキ（声：後藤麻衣）
- 原作『the latter tale.』で柳が作曲したBGM「First step that realizes dream.」（ゲーム版オリジナルサウンドトラック「Alato」収録）のアレンジ版で、インタビューでも「製作段階で歌にするための仕掛けをしておいた」との旨を述べている。
- 11話EDでは間奏〜大サビが使われた。

「願いのカケラ」
作詞 - 中島裕美子 / 作曲・編曲 - 天門 / 歌 - 雨宮優子（声：中島裕美子）
- 8話EDでは間奏〜大サビが使われた。

「ever forever」
作詞 - 酒井伸和 / 作曲・編曲 - 天門 / 歌 - 羽山ミズキ（声：後藤麻衣）、雨宮優子（声：中島裕美子）、宮村みやこ（声：田口宏子）、新藤景（声：岡田純子）、新藤千尋（声：やなせなつみ）
挿入歌（第11話に使用）
「euphoric field」
作詞 - 酒井伸和 / 作曲・編曲 - 天門 / 歌 - ELISA
- 1期OP最終話バージョンを更にマイナーチェンジ（バックに流れる小説がドイツ語訳に変更・ラスト部分の演出を変更、等）したアニメーションも流された。

「A moon filled sky.」
作詞 - 高山カツヒコ / 作曲 - 天門 / 編曲 - 柳英一朗 / 歌 - 羽山ミズキ（声：後藤麻衣）

#### 各話リスト（第2期）
1話から6話までのサブタイトルの頭文字を逆さ読み、また7話から12話までのサブタイトルのre、forの次の頭文字を順に取ると「future」になる。
| 話数  | サブタイトル | 絵コンテ                   | 演出     | 作画監督          | 予告イラスト |
| ----- | ------------ | -------------------------- | -------- | ----------------- | ------------ |
| 1.    | ever         | 大沼心 武内宣之            | 大沼心   | 高野晃久 大田和寛 | 2C＝がろあ   |
| 2.    | read         | 森義博                     | 森義博   | 中山初絵          | くすくす     |
| 3.    | union        | 武内宣之                   | 蔵本穂高 | 田畑昭 沼津雅人   | MATSUDA98    |
| 4.    | turn         | 園田雅裕 羽多野浩平        | 工藤進   | 松本文男          | 雅樹里       |
| 5.    | utter        | 宮崎修治                   | 宮崎修治 | 宮崎修治          | 絶叫         |
| 6.    | flection     | 羽多野浩平 板村智幸        | 大沼心   | 潮月一也          | 久米田康治   |
| 7.    | reflection   | 島津裕行                   | 福多潤   | 野田めぐみ        | たまひよ     |
| 8.    | reutter      | 島津裕行                   | 園田雅裕 | 松本文男          | 笛           |
| 9.    | return       | 森義博                     | 石倉賢一 | 古川英樹          | 小林尽       |
| 10.   | reunion      | 武内宣之 宮崎修治 板村智幸 | 大沼心   | 伊藤良明          | 鈴平ひろ     |
| 11.   | reread       | 宮崎修治                   | 宮崎修治 | 宮崎修治          | 七尾奈留     |
| 12.   | forever      | 島津裕行                   | 大沼心   | 杉山延寛          | N/A          |
| fine. | ef           | 島津裕行                   | 大沼心   | 杉山延寛          | N/A          |

#### 主題歌（第2期）
| 話数 | OP曲                             | ED曲                                      |
| ---- | -------------------------------- | ----------------------------------------- |
| 01.  | ebullient future（English）      | N/A                                       |
| 02.  | ebullient future（English）      | 笑顔のチカラ                              |
| 03.  | ebullient future（English）      | 笑顔のチカラ                              |
| 04.  | ebullient future（English）      | 笑顔のチカラ                              |
| 05.  | ebullient future（English）      | 笑顔のチカラ                              |
| 06.  | ebullient future（Instrumental） | 願いのカケラ                              |
| 07.  | ebullient future（English）      | 笑顔のチカラ                              |
| 08.  | ebullient future（English）      | 願いのカケラ                              |
| 09.  | ebullient future（English）      | 笑顔のチカラ                              |
| 10.  | N/A                              | ebullient future（English）               |
| 11.  | ebullient future（English）      | 笑顔のチカラ                              |
| 12.  | N/A                              | ebullient future（Japanese） ever forever |

#### 放送局（第2期）
| 放送地域 | 放送局     | 放送期間                       | 放送日時           | 放送系列  | 備考             |
| -------- | ---------- | ------------------------------ | ------------------ | --------- | ---------------- |
| 神奈川県 | tvk        | 2008年10月6日 - 12月22日       | 月曜 26:15 - 26:45 | 独立UHF局 | 16:9額縁         |
| 京都府   | KBS京都    | 2008年10月7日 - 12月23日       | 火曜 25:30 - 26:00 | 独立UHF局 | 16:9             |
| 兵庫県   | サンテレビ | 2008年10月7日 - 12月23日       | 火曜 26:10 - 26:40 | 独立UHF局 | 16:9額縁         |
| 日本全域 | AT-X       | 2008年11月14日 - 2009年1月30日 | 金曜 13:30 - 14:00 | CS放送    | リピート放送あり |

### 関連商品

#### DVD・Blu-ray
ジェネオンエンタテインメントより発売。
- ef - a tale of memories.
  - DVD
    - 〜prologue〜：2007年8月24日発売、GNBA-1279 - アニメ化を記念したDVD。プロモーション映像などを収録。初回限定生産。
    - 第1巻：2007年12月7日発売、GNBA-1280（初回版）・GNBA-1281（通常版） - 第1話、第2話を収録
    - 第2巻：2008年1月11日発売、GNBA-1282 - 第3話、第4話を収録 ※第3話はTV放送版よりも約1分30秒長い完全版が収録されている[12]。
    - 第3巻：2008年2月8日発売、GNBA-1283 - 第5話、第6話を収録
    - 第4巻：2008年3月7日発売、GNBA-1284 - 第7話、第8話を収録
    - 第5巻：2008年4月2日発売、GNBA-1285 - 第9話、第10話を収録
    - 第6巻：2008年5月9日発売、GNBA-1286 - 第11話、第12話を収録
    - 総集編：2008年9月26日発売、GNBA-1289 - 「ef - a tale of memories. 〜recollections〜」

  - Blu-ray
    - ef - a tale of memories. Blu-ray BOX：2008年12月26日発売、GNXA-1020 - BD3枚組で全12話＋「prologue」を収録。初回限定生産。
このBlu-ray BOXを1Discずつ単品化したものが2009年5月29日に発売された。（GNXA-1021 - GNXA-1023）
- ef - a tale of melodies.
品番はDVD / Blu-ray の順。
  - 第1巻：2008年12月26日発売、GNBA-1320（初回版）・GNBA-1321（通常版） / GNXA-1010（初回版）・GNXA-1011（通常版） - 第1話、第2話を収録
  - 第2巻：2009年1月30日発売、GNBA-1322 / GNXA-1012 - 第3話、第4話を収録
  - 第3巻：2009年2月27日発売、GNBA-1323 / GNXA-1013 - 第5話、第6話を収録
  - 第4巻：2009年3月27日発売、GNBA-1324 / GNXA-1014 - 第7話、第8話を収録
  - 第5巻：2009年4月24日発売、GNBA-1325 / GNXA-1015 - 第9話、第10話を収録
  - 第6巻：2009年5月29日発売、GNBA-1326 / GNXA-1016 - 第10話（カラー版）、第11話、第12話を収録

#### ボーカルCD
ジェネオンエンタテインメントより発売。
- ef - a tale of memories.OPENING THEME
  - 『euphoric field feat.ELISA』（GNCA-0073、2007年10月24日発売）歌：ELISA
- ef - a tale of memories.ENDING THEME
  - 『Adagio by Miyako Miyamura』（GNCA-0080、2007年10月24日発売）歌：宮村みやこ（声.田口宏子）
  - 『Vivace by Kei Shindou』（GNCA-0081、2007年11月21日発売）歌：新藤景（声.岡田純子）
  - 『Andante by Chihiro Shindou』（GNCA-0082、2007年12月21日発売）歌：新藤千尋（声.やなせなつみ）
- 『悠久の翼 07.mix/euphoric field live.mix』（GNCA-0120、2008年9月26日発売）歌：雨宮優子（声.中島裕美子）・ELISA
  - 最終話ED『悠久の翼 07.mix』のシングルカットに加え、euphoric field の Re-mixバージョンを収録。
- ef - a tale of melodies.OPENING THEME
  - 『ebullient future』（GNCA-0122、2008年11月5日発売）歌：ELISA
- ef - a tale of melodies.ENDING THEME
  - 『Fermata by Mizuki Hayama』（GNCA-0124、2008年11月5日発売）歌：羽山ミズキ（声.後藤麻衣）
  - 『Fine by Yuko Amamiya』（GNCA-0123、2008年11月26日発売）歌：雨宮優子（声.中島裕美子）

#### サウンドトラック
ジェネオンエンタテインメントより発売。
- 『ef - a tale of memories.ORIGINAL SOUNDTRACK 〜espressivo〜』（GNCA-1135、2008年2月8日発売）
- 『ef - a tale of memories.ORIGINAL SOUNDTRACK2 〜fortissimo〜』（GNCA-1136、2008年4月2日発売）
- 『ef - a tale of melodies.ORIGINAL SOUNDTRACK1 〜elegia〜』（GNCA-1165、2008年12月26日発売）
- 『ef - a tale of melodies.ORIGINAL SOUNDTRACK2 〜felice〜』（GNCA-1166、2009年2月27日発売）

#### ムック
- ef-a tale of memories. メモリアルフォトブック[13]：電撃大王編集部編集、アスキー・メディアワークス・2008年12月24日初版発行
- ef TV animation コンプリートファンブック：マックス・2009年4月9日発売、ISBN 978-4-903491-94-3

## メディア展開

### 漫画版
月刊電撃コミックガオ!にて本体ゲームに先行する形で連載開始。同誌休刊に伴い、月刊コミック電撃大王に移籍したが、体調不良を理由とした休載が頻発し2010年より掲載されない状態が続き、やがて連載作品紹介からも削除されたが、2014年11月に約5年ぶりに掲載され、1月にて終了した。連載作品紹介にも再び掲載された。5章はコミカライズされないまま終了となった。
原作：御影・鏡遊、作画：雅樹里（みやび じゅり）、発行：アスキー・メディアワークス
- 第1巻: 2006年3月15日発行、ISBN 4-8402-3364-0
- 第2巻: 2006年4月15日発行、ISBN 4-8402-3415-9
- 第3巻: 2006年12月15日発行、ISBN 4-8402-3672-0
- 第4巻: 2007年7月15日発行、ISBN 978-4-8402-3920-2
- 公式コミックファンブック: 2007年9月15日発行、ISBN 978-4-8402-4005-5
- 第5巻: 2007年11月15日発行、ISBN 978-4-8402-4090-1
- 第6巻: 2008年3月15日発行、ISBN 978-4-8402-4245-5
- 第7巻: 2008年10月27日発行、ISBN 978-4-04-867386-0
- 第8巻: 2009年5月27日発行、ISBN 978-4-04-867863-6
- 第9巻: 2010年6月26日発行、ISBN 978-4-04-868503-0
- 第10巻:2015年1月27日発行、ISBN 978-4-04-869132-1

### 小説
内容は若干原作と違っている（紘や京介視点のみの描写、第一章におけるみやこと景の絡みがない、など）。
原作：minori 御影・鏡遊、著：鏡遊、カバーイラスト：七尾奈留、本文イラスト：霜月絹鯊、発売：富士見書房
- MIYAKO ef-a fairy tale of the two.：2007年10月25日発売 ISBN 978-4-8291-7665-8
- KEI ef-a fairy tale of the two.：2007年10月25日発売 ISBN 978-4-8291-7666-5

### ショート・ストーリー
『ef - a fairy tale of the two another tale』のタイトルでコンプティークにて2006年7月号〜2008年7月号まで連載された。そして、このショートストーリーをまとめた本「ANOTHER TALES.」がコミックマーケット75で先行販売され、店頭には2009年2月27日に発売された。
原作：minori、著：御影・鏡遊、画：七尾奈留・2C=がろあ・庄名泉石

### CD
オリジナルサウンドトラック「Alato」
- 2009年2月27日発売。
- 2008年12月28日〜12月30日、コミックマーケット75にて先行販売。
- 新堂凪書き下ろし漫画、制作陣特別座談会を収録。

ドラマCD
- フロンティアワークスより発売。
  - vol.1「みやこの意外な弱点？」（FCCP-0020、2006年10月25日発売）
  - vol.2「景のラブレター」（FCCP-0021、2006年12月22日発売）
  - vol.3「千尋がいなくなる日」（FCCP-0022、2007年2月23日発売）
  - vol.4「ミズキの時代劇」（FCCP-0023、2007年4月25日発売）
  - SP1「新堂凪への手紙」（FCCP-0029、2007年11月21日発売）
  - 冬スペ「雨宮優子の贈り物」（EFFW-0001、2007年12月29日発売）
  - 夏スペ「名探偵みやみや」温泉旅情デスペラード編（EFFW-0002、2008年8月29日発売）
  - DX1「夕と優子の幸せな冬」（FCCP-0030、2008年11月27日発売）
  - Jスペ「時代劇・煮（つう）」(EFFW-0003、2009年1月28日発売)

- minoriより発売。
  - ef - a fairy tale of the two.ドラマCD vol.01 「宮村家へようこそ」（2006年12月、コミックマーケット71にて発売）
  - ef - a fairy tale of the two.ドラマCD vol.02 「真夏の鍋パーティ」（2007年7月27日〜8月24日、完全受注生産）
  - ef - a fairy tale of the two.ドラマCD vol.03 「久瀬修一を探せ!?」（2008年8月15日〜8月17日、コミックマーケット74にて発売）
  - ef - a fairy tale of the two.ドラマCD vol.04 「あなたと一緒の夏祭り」（2009年8月13日〜8月16日、秋葉原電気外漢祭りにて発売）
  - ef - a fairy tale of the two.ドラマCD vol.05 「水姫の相変わらずな1日」（2010年8月12日〜8月14日、秋葉原電気外漢祭り3にて発売）

マキシシングルCD「eternal feather」
- 女性キャラクタージャケットver.：SW-006SF（宮村みやこ&雨宮優子）
- 男性キャラクタージャケットver.：SW-006SM（広野紘&火村夕）
  - minoriより2006年10月27日に発売。
  - 「ef - the first tale.」テーマソング「悠久の翼」のフルコーラスver.・ムービーサイズver.・各off vocal ver.、モノローグ2種類（女性編・男性編）を収録。
  - 両バージョンの違いは、同梱されているシート3枚のイラストや使用カット・パッケージ背面のインレイに用いられているフィルムプリントのイラスト。
  - なお、即日完売という店が多く、買えなかったユーザーや店からの要望を受け、女性キャラクタージャケットver.のみではあるが、2006年12月22日に再プレス版が発売された。

マキシシングルCD「emotional flutter」
- 通常版:SW-030SR（ジャケットイラスト:雨宮優子）
- 特別版:SW-030SS（ジャケットイラスト:新藤千尋&羽山ミズキ）
  - minoriより2008年4月11日発売。
  - 「ef - the latter tale.」オープニングテーマ「emotional flutter」（フルコーラスver.・movie ver.）とエンディングテーマ「ever forever」を収録。特別版は「悠久の翼」をカップリング

## インターネットラジオ
おもしろミノリ放送局

音泉で2006年10月13日から2007年6月1日まで配信。メインパーソナリティは山田ゆなで、efの担当声優がゲストで登場。
ゆみこ&ゆうなのえふメモらじお

音泉で2007年6月8日から2008年6月27日まで配信。おもしろミノリ放送局と入れ替わる形で放送が開始された。主にef - a tale of memories.の情報を配信する。メインパーソナリティは中島裕美子とねこねこ天使ゆうな。アニメ版のefの担当声優がゲストとして出演する。
ゆみこ&ゆうなのえふメロらじお

音泉で2008年7月4日から2009年3月27日まで配信。ゆみこ&ゆうなのえふメモらじおと入れ替わる形で放送が開始された。主に、ef - a tale of melodies.の情報を配信する。メインパーソナリティーはえふメモらじおと同一。